# Katsuyama
Katsuyama (勝山市, Katsuyama-shi?) è una città giapponese della prefettura di Fukui.